# Tang Ai
Tang Ai, född 892, död 908, var en kinesisk monark. Han var kejsare av Tangdynastin 904 - 907.